# Karine Chemla
Karine Chemla   (Tunis, 8 de febrer de 1957) és un historiadora de les matemàtiques i sinòloga francesa que treballa com a directora de recerca al Centre nacional de la recerca científica (CNRS). És també membre sènior de l'Institut Universitat de Nova York pels Estudis del Món Antic. Va ser elegida membre de la Societat Filosòfica Americana l'any 2019.
Chemla va estudiar a la Universitat Denis Diderot de París i a l'École normale supérieure de jeunes filles, obtenint una agregació en matemàtiques l'any 1978 i un Diploma d'Estudis Avançats l'any 1979. En aquell moment, la seva recerca se centrava en les matemàtiques pures. Tanmateix, l'any 1980, influenciada per l'obra d'Ilià Prigogin, va obtenir la beca Singer–Polignac per viatjar a la Xina i estudiar la història de les matemàtiques xineses. Un cop va tornar a França, va obtenir el doctorat en història de les matemàtiques a la Universitat 13 de París l'any 1982, i llavors va començar a treballar al CNRS.
Els focus de la recerca de Chemla inclouen les matemàtiques xineses, la geometria francesa del segle xix i la teoria de la història de matemàtiques. Amb Guo Shuchun, Kemla va publicar l'any 2004 una edició crítica i traducció al francès de Els nou capítols de les arts matemàtiques.
Chemla va ser conferenciant convidada en el Congrés Internacional de Matemàtics de 1998. Es va convertir en membre de l'Acadèmia de Ciències Leopoldina l'any 2004, de l'Acadèmia Internacional de la Història de la Ciència l'any 2005, i de l'Academia Europaea al 2013. Els anys 2013–2014 va ser titular de la Sarton Chair d'Història de la Ciència a la Universitat de Gant. Va ser la guanyadora del Premi Otto Neugebauer l'any 2020.